# Система тотального анализа
Система тотального анализа — устройство, которое автоматизирует процесс всех необходимых этапов химического анализа образцов, например, отбор проб, транспортировку образца, фильтрацию, разбавление, химические реакции, разделение и обнаружение и другие.
Новой тенденцией сегодня является создание систем микрототального анализа (англ. µTAS). Такая система должна уменьшить целую лабораторию до размеров лаборатории-на-чипе. Благодаря своему очень маленькому размеру, такая система может быть размещена рядом с местом отбора проб. Она также может быть очень экономически эффективной, учитывая технологии чипов, размеры проб и время анализа. Она также снижает воздействие токсичных химических веществ на персонал лаборатории, что является дополнительным преимуществом по сравнению с традиционными методами. Ещё одним преимуществом этой технологии является то, что диагностические наборы, предназначенные для использования в точках, не требуют квалифицированного технического персонала во время эпидемий и, таким образом, помогают спасти миллионы жизней.